# Allotinus substrigosa
Allotinus substrigosa är en fjärilsart som beskrevs av Moore 1884. Allotinus substrigosa ingår i släktet Allotinus och familjen juvelvingar. Inga underarter finns listade i Catalogue of Life.